# روبيرت جلاتسل
روبيرت جلاتسل (بالألمانية: Robert Glatzel)‏ (ولد في 8 يناير 1994) هو لاعب كرة قدم ألماني من أصل إرتيري يلعب مهاجماً في نادي هامبورغ.

## انظر ايضاً
- نيكولا دوفيدان
- دومينيك وايدمان
- تيمو بيرمان

## روابط خارجية
- روبيرت جلاتسل على موقع قاعدة بيانات كرة القدم.إي يو (الإنجليزية)
- روبيرت جلاتسل على موقع بيانات كرة القدم. دي إي (الألمانية)
- روبيرت جلاتسل على موقع Soccerbase.com (لاعب) (الإنجليزية)
- روبيرت جلاتسل على موقع Soccerway.com (الإنجليزية)
- روبيرت جلاتسل على موقع عالم كرة القدم.نت (الإنجليزية)